# Vasco da Gama 7–0 Flamengo (1931)
Vasco da Gama 7–0 Flamengo foi um jogo válido pelo Campeonato Carioca de 1931 entre as equipes do Vasco da Gama e do Flamengo, realizado em 26 de abril de 1931 no estádio de São Januário. É a maior goleada na história do Clássico dos Milhões.

## Antecedentes
A partida foi a 7ª das 8 vitórias consecutivas do Vasco contra o Flamengo em jogos oficiais, conquistadas no período de 1928 a 1931, sendo esta a maior série de vitórias oficiais do confronto até hoje.
O Vasco era o então líder do campeonato, com 100% de aproveitamento nos dois jogos, oito gols marcados e um sofrido. Já o Flamengo era o último colocado, com duas derrotas, incluindo um 5–1 contra o Botafogo.

## O confronto
O jogo foi amplamente dominado pela vascaína durante toda sua duração, e teve como destaque os 4 gols e 2 assistências do atacante Russinho, grande ídolo e maior artilheiro cruzmaltino até Ademir de Menezes. Russinho que havia sido eleito "melhor jogador do Brasil" em 1930, mediante votação popular no Concurso Monroe.
No começo do primeiro tempo, Russinho abre o placar, aproveitando rebote de Floriano em chute de Sant’Anna. Aos 27 minutos, após passe de Sant’Anna, Mário Mattos marca o segundo. Na sequência, Russinho, em jogada individual, faz o terceiro. Três minutos depois, Mário Mattos, com passe de Russinho aumenta o placar para 4–0. Ainda na primeira etapa, Penha e Fausto são expulsos/substituídos após briga que paralisou a partida por 15 minutos.
Aos 9 minutos do segundo tempo, Russinho assiste Sant’Anna, que faz 5–0. Dez minutos depois, ele "rouba" a bola de seu companheiro Bahianinho e marca seu hat-trick. Por fim, aos 25 da segunda etapa, Russinho, em jogada individual, consegue seu quarto gol na partida, chegando a um poker e finalizando a goleada em 7–0.

## Detalhes da partida
| 26 de abril de 1931 | Vasco da Gama                                                      | 7 – 0     | Flamengo | São Januário, Rio de Janeiro                             |
| 15:45 (UTC−3)       | Russinho 5', 30', 64', 70' · Mário Mattos 27', 34' · Sant’Anna 54' | Relatório |          | Árbitro: Leandro Carnaval Rubens Portocarrero (suplente) |

| Vasco da Gama | Flamengo |

| Vasco da Gama |  |                  |  |     |  |     |
|               |  |                  |  |     |  |     |
| G             |  | Jaguaré          |  |     |  |     |
| ZG            |  | Brilhante        |  |     |  |     |
| ZG            |  | Itália           |  |     |  |     |
| MC            |  | Tinoco           |  |     |  |     |
| MC            |  | Fausto           |  | 37' |  | 37' |
| MC            |  | Mola             |  |     |  |     |
| AT            |  | Bahianinho       |  |     |  |     |
| AT            |  | Oitenta-e-Quatro |  |     |  |     |
| AT            |  | Russinho         |  |     |  |     |
| AT            |  | Mário Mattos     |  |     |  |     |
| AT            |  | Sant’Anna        |  |     |  |     |
| Reservas:     |  |                  |  |     |  |     |
| MC            |  | Nesi             |  | 37' |  |     |
| Técnico:      |  |                  |  |     |  |     |
| Harry Welfare |  |                  |  |     |  |     |

| Flamengo         |  |           |  |     |  |     |
|                  |  |           |  |     |  |     |
| G                |  | Floriano  |  |     |  |     |
| ZG               |  | Léo       |  |     |  |     |
| ZG               |  | Hélcio    |  |     |  |     |
| MC               |  | Flávio    |  |     |  |     |
| MC               |  | Penha     |  | 37' |  | 37' |
| MC               |  | Darci     |  |     |  |     |
| AT               |  | Adelino   |  |     |  |     |
| AT               |  | Viventino |  |     |  |     |
| AT               |  | Elói      |  | ?'  |  |     |
| AT               |  | Álvaro    |  |     |  |     |
| AT               |  | Cássio    |  |     |  |     |
| Reservas:        |  |           |  |     |  |     |
| MC               |  | Fonseca   |  | 37' |  |     |
| AT               |  | Nélson    |  | ?'  |  |     |
| Técnico:         |  |           |  |     |  |     |
| Charles Williams |  |           |  |     |  |     |